# Postmen
Postmen is een Nederlandse popgroep. Met hun mix van reggae en hiphop speelden ze van 1998 tot 2003 op veel Europese podia en verkregen ze talrijke Nederlandse muziekprijzen. Als rapper, producer, componist en bassist is frontman The Anonymous Mis (Remon Stotijn) de drijvende kracht achter de groep. Samen met zanger/rapper Shyrock (Michael Parkinson) en drummer-dj G-Boah (Gus Bear) vormt hij de harde kern van Postmen, die zowel in de studio als op het podium wordt aangevuld met livemuzikanten.

## Geschiedenis
Het debuutalbum Documents was in 1998 gelijk succesvol en de band had hits met de singles Cocktail, U Wait, Renaissance en Crisis. Documents was het eerste Nederlandse hiphopalbum dat de platina-status (100.000 verkochte exemplaren) bereikte en was sinds deze verkoop niet meer te krijgen omdat de cd daarna nooit meer is geperst. Na de albums Revival (2001) en Era (2003) besloten de afzonderlijke leden hun eigen weg te gaan. Stotijn ging verder onder de naam Postman en bracht in 2006 het album Green uit, met de grote hit Downhill (ft. Anouk), gevolgd door de albums Postman in 2009 en Apples & Oranges in 2011 waar hij werd aangevuld door Alyssa Stotijn. Shyrock zat ook niet stil en werkte aan verschillende projecten, waaronder het reggaealbum Genesis onder de naam Maikal X in 2010.
In maart 2012 besloten Stotijn en Parkinson de krachten weer te bundelen. Dat jaar toerden zij met hun vaste kracht Alyssa Stotijn langs de zomerfestivals. In juni 2012 werd bekendgemaakt dat Postmen zou gaan samenwerken met de band Doe Maar aan enkele singles voor de nieuwe cd van Doe Maar die in het najaar van 2012 zou worden uitgebracht. Postmen zelf gaf in diverse interviews aan dat in de herfst van 2012 na ruim negen jaar ook weer nieuw Postmen materiaal zou worden uitgebracht.

## Discografie
Zie ook discografie Postman.

### Albums
| Album met eventuele hitnotering(en) in de Nederlandse Album Top 100 | Datum van verschijnen | Datum van binnenkomst | Hoogste positie | Aantal weken | Opmerkingen               |
| ------------------------------------------------------------------- | --------------------- | --------------------- | --------------- | ------------ | ------------------------- |
| Documents                                                           | 1998                  | 31-10-1998            | 15              | 55           | Platina (100.000 exempl.) |
| Revival                                                             | 2001                  | 24-02-2001            | 19              | 13           |                           |
| Era                                                                 | 2003                  | 28-06-2003            | 59              | 5            |                           |
| Royals                                                              | 2024                  | 26-04-2024            |                 |              |                           |

### Singles
| Single met eventuele hitnotering(en) in de Nederlandse Top 40 | Datum van verschijnen | Datum van binnenkomst | Hoogste positie | Aantal weken | Opmerkingen                                                  |
| ------------------------------------------------------------- | --------------------- | --------------------- | --------------- | ------------ | ------------------------------------------------------------ |
| Cocktail                                                      | 1998                  | 18-07-1998            | 12              | 10           | Nr. 13 in de Single Top 100 / Alarmschijf                    |
| U wait                                                        | 1998                  | 07-11-1998            | 32              | 3            | Nr. 37 in de Single Top 100                                  |
| Renaissance                                                   | 1999                  | 13-03-1999            | 26              | 3            | met Dignity / Nr. 27 in de Single Top 100                    |
| Crisis                                                        | 1999                  | 15-05-1999            | tip4            | -            | Nr. 38 in de Single Top 100                                  |
| In doubt '99                                                  | 1999                  | 25-09-1999            | tip19           | -            | met E-Life / Nr. 86 in de Single Top 100                     |
| De bom                                                        | 1999                  | 08-01-2000            | 3               | 9            | met Def Rhymz / Nr. 2 in de Single Top 100 / Alarmschijf     |
| If U                                                          | 2000                  | 24-06-2000            | tip30           | -            |                                                              |
| Victim                                                        | 2000                  | 18-11-2000            | tip5            | -            | Nr. 54 in de Single Top 100                                  |
| The morning after                                             | 2001                  | 10-03-2001            | tip6            | -            | Nr. 69 in de Single Top 100                                  |
| Long time                                                     | 2003                  | 17-05-2003            | tip4            | -            | Nr. 40 in de Single Top 100                                  |
| Alles gaat voorbij                                            | 2012                  | 18-08-2012            | 34              | 1            | met Doe Maar & Kraantje Pappie / Nr. 21 in de Single Top 100 |
| Wake 'm up                                                    | 2013                  |                       |                 |              | /                                                            |

## Trivia
- Remon Stotijn was de man van zangeres Anouk.